# Gregorij Palama
Sveti Gregorij Palama (grško Γρηγόριος Παλαμᾶς; rojen 11. ali 14. november 1296, Konstantinopel; umrl 14. november 1359, Solun) je bil bizantinski grški teolog in pravoslavni duhovnik poznega bizantinskega obdobja ter pisatelj. Bil je menih na Sveti gori Atos in pozneje (od leta 1347) solunski nadškof. Slaven je po svoji obrambi hezihastične duhovnosti, zagovoru neustvarjene narave svetlobe spremenjenja (taborske svetlobe) ter razlikovanju med božjim bistvom in energijami (t. j. božja volja, božja milost, itd.). Bil je intelektualni vodja hezihazma, tj. aksetske metode mistične molitve, ki vsebuje ponavljajoče se molitvene vzorce s telesnimi držami in nadzorovanim dihanjem. Njegov nauk se je razvijal tekom njegovih treh glavnih sporov (kontroverz): (1) z italo-grškim učenjakom in teologom Barlaamom med letoma 1336 in 1341, (2) z menihom Gregorijem Akindinom med letoma 1341 in 1347, ter (3) s filozofom Nikeforom Gregorasom med letoma 1348 in 1355.
Palama je bil leta 1368 razglašen za svetnika v pravoslavni cerkvi in imenovan »Oče in doktor Ortodoksne Cerkve«, s čimer šteje med tiste, ki določajo ideološko podobo Vzhodne cerkve, in sodi med največje avtoritete pravoslavne Cerkve. V pravoslavni Cerkvi mu je posvečena druga nedelja v postu.
Njegov nauk, palamizem, je bil zadnja razvojna stopnja ortodoksne teologije, ki je bila razglašen za obvezujočo. Glavna značilnost palamizma je razlikovanje med božjim bistvom, ki je ljudem načeloma nedostopno, in božjimi energijami, s katerimi naj bi se Bog razodeval. V njegovih dejanjih, to pomeni v njegovih energijah, naj bi bilo Boga mogoče spoznati in doživeti. Te energije ima Palama prav tako kot božje bistvo za neustvarjene. Trdil je, da je nemogoče (s)poznati Boga v njegovem bistvu, mogoče pa ga je (s)poznati v njegovih energijah (vedeti, kaj dela, in kdo je v odnosu do stvarstva in človeka), kot se Bog razodeva človeštvu.
Palama je dalje trdil, da so apostoli Peter, Jakob in Janez, ko so bili priča Jezusovi spremenitvi na gori Tabor, dejansko videli neustvarjeno svetlobo Boga, in da je tudi drugim mogoče videti isto neustvarjeno svetlobo Boga s pomočjo kesanja, duhovne discipline in kontemplativne motive.
Z razlikovanjem med božjim bistvom in božjimi energijami ter s trditvijo o neustvarjenosti energij je Palama teološko branil tako imenovani hezihazem, molitveno prakso atoških menihov, med katere je sodil tudi sam. Hezihazem je izhajal iz domneve, da naj bi ljudje lahko ugledali neustvarjeno taborsko svetlobo, s čimer bi Bog postal spoznaven v svojih energijah. Palamovi nasprotniki pa so nasprotno menili, da naj bi zunaj božjega neustvarjenega bistva obstajalo le njegovo ustvarjeno delovanje.
Čeprav je bil hezihazem v Palamovem času sporen, je hezihastična duhovnost sedaj potrjena kot legitimna oblika molitve.

## Zgodnje življenje
Gregorij se je rodil v Konstantinoplu leta 1296. Njegov oče Konstantin je bil dvorjan na dvoru bizantinskega cesarja Andronika II. Paleologa, a je umrl, ko je bil Gregorij še mlad. Cesar se je zavzemal za vzgojo in izobrazbo osirotelega dečka. Upal je, da se bo nadarjeni Gregorij posvetil državniškim poslom, a se je Palama raje odločil za meniško življenje na Sveti gori Atos. Vsa Gregorijeva družina (mama Kaloni ter sorojenci Teodozij, Makarij, Epihar in Teodot) je sprejela redovništvo. Ekumenski patriarhat v Konstantinoplu jih je leta 2009 vse kanoniziral.
Pred odhodom na Sveto goro Atos je bil Gregorij deležen široke izobrazbe, ki je vključevala tudi študij Aristotela, ki ga je pokazal pred Teodorom Metohitom in cesarjem.

## Meniško življenje
Kljub ambicijam, ki jih je cesar gojil zanj, se je tedaj komaj dvajsetletni Gregorij leta 1316 umaknil na Sveto goro Atos in postal novic v tamkajšnjem samostanu Vatoped pod vodstvom meniškega starca sv. Nikodema iz Vatopedija. Končno je s tonzuro postal menih in nadaljeval življenje v askezi. Po Nikodemovi smrti je Gregorij preživel osem let duhovnega boja pod vodstvom drugega starca, Nikefora. Ko je umrl tudi ta, se je Gregorij preselil v Veliko lavro sv. Atanazija Atonita na Sveti gori Atos, kjer je služil bratom v trapezi (obednici) in kot kantor v cerkvi. Ker se je želel še popolneje posvetiti molitvi in asketizmu, je vstopil v eremitsko meniško skupnost (skete) samostana Glosija, kjer je poučeval starodavno prakso mentalne molitve, znano kot »molitev srca« ali hezihazem.
Leta 1326 se je pred grožnjo turških vpadov z brati umaknil v utrjeno mesto Solun, kjer je bil nato posvečen v duhovnika. Svoj čas je posvečal duhovniški službi ljudem in lastni težnji po duhovni popolnosti ter ustanovil majhno puščavniško skupnost v bližini Soluna v kraju Verija.
Kratek čas je služboval kot opat v samostanu Esfigmen, vendar je bil prisiljen leta 1335 odstopiti zaradi nezadovoljstva bratov glede strogosti njegove samostanske administracije.

## Hezihastični spor (kontroverza)
Hezihazem je pritegnil pozornost pravoslavnega duhovnika, meniha in teologa Barlaama iz Kalabrije, ki je hezihaste srečal med svojim obiskom Svete gore Atos in slišal opise njihovih praks. Bral je tudi Palamove spise. Izšolan v zahodni sholastični teologiji je bil ogorčen nad hezihazmom in se je začel bojevati z njim tako ustno kot v svojih spisih. Kot zasebni učitelj teologije po zahodni sholastični metodi je Barlaam zagovarjal intelektualnejši pristop k poznavanju Boga, kot so ga učili hezihasti. Barlaam je menil, da filozofi bolje poznajo Boga kot preroki, izobrazbo in učenje je cenil bolj kot kontemplativno molitev. Menil je, da menihi na Sveti gori Atos zapravljajo čas s kontemplativno molitvijo, ko bi morali namesto tega študirati, da bi si pridobili intelektualno znanje.
Na hezihastični strani je spor prevzel Palama, ki so ga sobratje na Sveti gori Atos prosili, da brani hezihazem pred Barlaamovimi napadi. Palama je bil dobro izobražen v grški filozofiji. V nasprotju z Barlaamom je zatrjeval, da preroki bolj poznajo Boga, saj so ga sami dejansko videli ali slišali. Gregorij je napisal vrsto del v obrambo hezihazma in ga je branil na šestih različnih sinodah v Konstantinoplu ter končno slavil zmago nad napadalci na sinodi leta 1351.

### Zgodnji spor med Barlaamom in Palamo
Čeprav je Barlaam prihajal iz južne Italije, so bili njegovi predniki grškega rodu in je imel pravoslavje za svojo krščansko vero. Okrog leta 1336 je Gregorij prejel kopije Barlaamovih razprav proti Latincem, v katerih je obsojal njihovo vključitev »filioque« (»in sina«) v nikejsko veroizpoved. Barlaam je zatrjeval, da je nemogoče ugotoviti, iz koga izhaja Sveti Duh (iz Očeta in Sina ali iz Očeta po Sinu). Palama je Barlaama obsodil, da ne brani grškega pogleda o izhajanju Svetega duha samo iz Očeta. Očeta in sina naj bi Barlaam namreč ne razumel kot dveh različnih principov, ampak da izhajata eden iz drugega, zato more biti po njegovem mnenju tudi Sin razumljen kot izvor Svetega Duha. Sledila je izmenjava pisem, vendar svojih razlik nista zmogla razrešiti prijateljsko.

### Triade
Kot odgovor na Barlaamove napade je Palama napisal devet razprav z naslovom »Triade v obrambo tistih, ki prakticirajo sveto spokojnost«. Razprave se imenujejo »Triade« (Trojice), ker so bile urejene kot trije nizi po treh razprav.
Triade je napisal v treh stopnjah. Prvo Triado je Palama napisal v drugi polovici 30-ih let 14. stoletja in je temeljila na osebnih razpravah Palama in Barlaama, čeprav ni Barlaam nikoli omenjen z imenom. Predstavlja razločitev med filozofijo in teologijo. V odgovoru je Barlaam kritiziral Palamov nauk o spoznanju Boga.
V drugi Triadi je Palama zavrnil Barlaamove poglede in predstavil nauk o taborski svetlobi, kot ga učijo hezihastični menihi s Svete gore Atos. Gregorijev nauk je bil potrjen s strani nadrejenih in glavnih menihov Svete gore Atos, ki so se srečali na sinodi leta 1340/1. Leta 1341 so meniške skupnosti Svete gore Atos napisale »Hagioritski zvezek« (»Knjiga svetosti«) pod Palamovim nadzorom in navdihom. Čeprav Barlaama ne omenja poimensko, delo jasno meri na Barlaamove poglede. Zvezek prinaša sistematično predstavitev Palamovega nauka in je postal temeljni učbenik bizantinskega misticizma.
Kot odgovor je Barlaam sestavil spis »Proti mesalijancem« in tam prvič napadel Gregorija po imenu. Barlaam je hezihaste porogljivo imenoval »omphalopsychoi« (omfalopsihi oz. možje z dušami v popku – prispodoba izhaja iz hezihastične meditativne drže s pogledom, osredotočenim na točko pod prsnim košem, da bi bila mistična izkušnja večja) in jih obtožil mesalijanske herezije, na vzhodu znane tudi kot bogomilstvo.
Barlaam je nasprotoval tudi hezihastični doktrini o neustvarjeni naravi svetlobe, izkustvo katere naj bi bilo cilj hezihastične prakse. Zdela se mu je heretična in bogokletna. Hezihasti so zatrjevali, da je božjega izvora in da je identična svetlobi, ki se je pokazala Jezusovim učencem na gori Tabor ob njegovi spremenitvi. Barlaam je poudaril, da je taborsko svetlobo mogoče imeti le za simbol božanskosti ter da ni neustvarjena niti božja. Barlaamu se je doktrina »neustvarjene svetlobe« zdela politeistična, ker je predpostavljala dve večni substanci – vidnega in nevidnega boga.
V tretji triadi je Palama izpodbijal Barlaamovo obtožbo mesalijanstva s tem, da je dokazoval, da hezihasti ne zavračajo zakramentov, tako kot jih mesalijanci, niti ne trdijo, da fizično vidijo bistvo Boga z lastnimi očmi. Poudaril je, da čeprav je božje bistvo povsem presežno in nespoznavno, je stvar še vedno deležna njegovih neustvarjenih božjih energij. S tem je branil nadnaravno izkušnjo menihov, ki ni čutna, ampak je presežna in ne potrebuje filozofske obrambe ali razlage.

### Vloga v bizantinski državljanski vojni
Čeprav državljanska vojna med podporniki Ivana VI. Kantakuzena in regenti Ivana V. Paleologa primarno ni bila verski konflikt, je teološki spor med podporniki in nasprotniki Palame igral vlogo v tej vojni. Večina aristokratov je podpirala Palamo, predvsem zaradi svojih protizahodnjaških in konservativnih prepričanj, pa tudi zaradi povezav z zagrizeno pravoslavnimi samostani. Običajno se podporniki »palamizma« in »kantakuzenizma« enačijo. Tako je končno zmagoslavje Kantakuzena leta 1347 prineslo s seboj tudi dokončno zmago palamistov nad antipalamisti.

### Peti koncil v Konstantinoplu
Postalo je jasno, da je spor med Barlaamom in Palamo nepremostljiv in da bo o njem moral presojati škofovski koncil. Šest patriarhalnih koncilov se je v zvezi s sporom zapovrstjo zvrstilo v Konstantinoplu, in sicer 10. junija 1341, avgusta 1341, 4. novembra 1344, 1. in 8. februarja 1347 ter 28. maja 1351. Pravoslavci te koncile dojemajo kot ekumenske, zato jih nekateri imenujejo Peti koncil v Konstantinoplu in Deveti ekumenski koncil.
Spor glede hezihazma se je začel pred sinodo v Konstantinoplu, leta 1341, pod predsedovanjem cesarja Andronika III. Paleologa. Zbor je obsodil Barlaama, ki se je nato javno odrekel svojemu prepričanju. Ker je ekumenski patriarh ukazal uničenje vseh Barlaamovih spisov, ni ohranjen noben popoln izvod njegove razprave »Proti mesalijancem«.
Barlaamov največji podpornik, cesar Andronik III., je umrl le pet dni po koncu sinode. Čeprav je Barlaam sprva upal, da bo lahko znova zagovarjal svoj primer nasproti Palami, je kmalu spoznal, da so njegova naprezanja nesmiselna. Odšel je v Kalabrijo, kjer se je spreobrnil v rimokatolištvo in bil imenovan za škofa v mestu Gerace.
Po Barlaamovi smrti je Palamov glavni kritik postal Gregorij Akindin. Drugi koncil v Konstantinoplu, avgusta leta 1341, je obsodil Akindina in potrdil dognanja prejšnjega koncila. Akindin je dobil majhno bitko na koncilu leta 1344, ko je bil Palama izobčen. A zmagoslavje ni trajalo dolgo, saj je bil Palama na naslednjem koncilu, maja leta 1351, oproščen, vsi njegovi nasprotniki pa obsojeni. Vsi, ki se niso bili pripravljeni podrediti ortodoksnim načelom, naj bi bili izobčeni in pod stalnim nadzorom. Zoper Barlaama, Akindina in njune privržence je bila izrečena vrsta anatem. Hkrati je bila razglašena tudi vrsta aklamacij v prid Gregoriju Palami in privržencem njegovega nauka. Eden pomembnih nasprotnikov palamizma je bil Nikefor Gregoras, ki se ni hotel podrediti diktatu sinode in je bil dve leti dejansko zaprt v samostanu.

## Poznejša leta
Palamovi nasprotniki v hezihastičnem sporu so širili obrekujoče obtožbe proti njemu in leta 1344 ga je patriarh Janez XIV. zaprl za štiri leta. Vendar je bil Gregorij leta 1347, ko je ekumenski sedež zasedel patriarh Izidor, izpuščen iz zapora in posvečen za nadškofa Soluna. Ker pa spor z Barlaamom takrat še ni bil rešen, ga prebivalci Soluna niso sprejeli, zato je bil prisiljen živeti v raznih krajih. Šele leta 1350 je lahko dejansko zasedel škofovski sedež. Leta 1354 je med potjo v Konstantinopel padel v roke Turkom. Eno leto je preživel v priporu na otomanskem dvoru, kjer so lepo ravnali z njim. Končno je bila zanj plačana odkupnina in se je vrnil v Solun, kjer je služil kot nadškof zadnja leta svojega življenja.

## Smrt in kanonizacija
Palama je umrl leta 1359. Njegove zadnje besede so bile: »V višave, v višave!«. Konstantinopelski patriarh Filotej ga je leta 1368 razglasil za svetnika Vzhodne pravoslavne cerkve. Napisal je tudi njegovo hagiografijo in sestavil bogoslužje, ki se poje v njegovo čast. Gregorij Palama goduje dvakrat letno: na dan njegove smrti, 14. novembra, in drugo nedeljo velikega posta. Palame se na drugo postno nedeljo spominjajo tudi zato, ker njegova zmaga nad Barlaamom v Vzhodni pravoslavni cerkvi simbolizira tudi nadaljevanje zmagoslavja pravoslavja, ki se praznuje prvo postno nedeljo.
Gregorijeve relikvije so shranjene v Metropolitanski katedrali v Solunu v Grčiji, poimenovani po njem.

## Postopno sprejetje palamistične doktrine
Kalist I. in ekumenski patriarhi, ki so ga nasledili, so izvedli silovito kampanjo, da bi palamistične doktrine sprejeli tudi drugi vzhodni patriarhati, kot tudi vsi metropolitski sedeži pod njihovo jurisdikcijo. Vseeno je trajalo nekaj časa, da je bila premagan začetni odpor do Palamovih naukov. Metropolija v Kijevu je, na primer, ko so od Kalista prejeli zvezke, ki so razlagali palamistično doktrino, to vehementno zavrnila in napisala odgovor, ki jo je izpodbijal. Podobno je tudi antiohijski patriarhat neomajno nasprotoval temu, kar so imeli za inovacijo. Kljub temu so tudi tam palamizem do konca 14. stoletja sprejeli.
Pomemben primer kampanje za uveljavitev pravoslavja palamistične doktrine je bila akcija, ki jo je začel patriarh Filotej I., da bi ostro ukrepal proti menihu in duhovniku na Sveti gori Atos, Prohorju Kidonu, ki je nasprotoval palamitom. Kidon je napisal vrsto protipalamističnih razprav in nadaljeval silovito razpravo proti palamizmu celo potem, ko je bil priveden pred patriarha in mu je bilo zapovedano, da se mora držati ortodoksne doktrine. Končno je Filotej aprila 1368 v obupu sklical sinodo proti Kidonu. Vendar se Kidon celo ob tem ekstremnem ukrepu ni uklonil, zato je bil končno izobčen in dosmrtno izključen iz duhovščine. Dolgi spis, ki je bil sestavljen za sinodo, se zaključi z dekretom o kanonizaciji Palame, ki je umrl leta 1359.
Postalo je pravilo, da so se ekumenski patriarhi ob prevzemu svojega sedeža izrekli za palamistično doktrino.

## Dela
Poleg »Triad v obrambo svetih hezihastov« (ok. 1338) ter »Sto in petdeset poglavij« (ok. 1347–1351) so se ohranile številne Palamove pridige. Znatno število odlomkov iz njegovih spisov je zbrano tudi v zbirki »Filokalija«, urejeni v 18. stoletju.

### Izdaje in prevodi
- Patrologia Graeca, zvezka 150, 151
- Philokalia (φιλοκαλία)
- Panagiotes K. Chrestou (ur.): Gregoriou tou Palama Syngrammata. 5 zvezkov, Thessaloniki, 1962–1992 (kritična izdaja; izšlo je le pet od prvotno šestih načrtovanih zvezkov)
- Nicholas Gendle (prevajalec): Gregory Palamas: The Triads. Paulist Press, New York, 1983, (angleški prevod dela izdaje Triad Jeana Meyendorffa, ki je izšla leta 1973)
- Jean Meyendorff (ur.): Grégoire Palamas: Défense des saints hésychastes. 2 zvezka, 2., predelana izdaja, Leuven, 1973 (kritična izdaja Triad s francoskim prevodom)
- Ettore Perrella (ur.): Gregorio Palamas: Atto e luce divina. Scritti filosofici e teologici. Bompiani, Milano, 2003, (prvi zvezek tridelne celotne izdaje del; nekritična izdaja grških besedil z italijanskim prevodom)
- Ettore Perrella (ur.): Gregorio Palamas: Dal sovraessenziale all’essenza. Confutazioni, discussioni, scritti confessionali, documenti dalla prigionia fra i Turchi. Bompiani, Milano, 2005, (drugi zvezek tridelne celotne izdaje del; nekritična izdaja grških besedil z italijanskim prevodom)
- Ettore Perrella (ur.): Gregorio Palamas: Che cos'è l’ortodossia. Capitoli, scritti ascetici, lettere, omelie. Bompiani, Milano, 2006, (tretji zvezek tridelne celotne izdaje s kazalom za vse tri zvezke; nekritična izdaja grških besedil z italijanskim prevodom)
- John Meyendorff (ur.): The Triads (Classics of Western Spirituality Series), New York, 1982
- Christopher Veniamin (ur.): Saint Gregory Palamas: The Homilies (celotna izdaja Homilijv angleškem prevodu), 2016
- Robert Edward Sinkewicz (ur.): The One Hundred and Fifty Chapters, 1988
- Daniel M. Rogich (ur.): Treatise on the Spiritual Life, 2009
- Rein Ferwerda (prevajalec): Dialogue Between an Orthodox and a Barlaamite, 1999